# Filipe Augusto
Filipe Augusto Carvalho Souza (Itambé, 12 augustus 1993) is een Braziliaans voetballer die bij voorkeur als defensieve middenvelder speelt. Hij wordt tijdens het seizoen 2014/15 door Rio Ave uitgeleend aan Valencia CF.

## Clubcarrière
Filipe Augusto werd in 2012 door coach Paulo Roberto Falcão bij het eerste elftal van EC Bahia gehaald. Op 29 februari 2012 debuteerde hij voor Bahia tegen Camaçiri. Op 18  juni 2012 werd hij getransfereerd naar het Portugese Rio Ave. Hij debuteerde op 18 augustus 2012 in de Primeira Liga tegen CS Marítimo. Op 1 september 2014 werd besloten om hem tijdens het seizoen 2014/15 uit te lenen aan Valencia CF. Op 22 september 2014 debuteerde hij voor Valencia CF in de competitiewedstrijd tegen Getafe CF. Hij viel na 80 minuten in voor Dani Parejo.

1 Doménech ·
2 Caufriez ·
3 Mosquera ·
4 Diakhaby ·
5 Barrenechea ·
6 Guillamón ·
7 Canós ·
8 Guerra ·
9 Duro ·
10 Almeida ·
11 Mir ·
12 Correia ·
13 Dimitrievski ·
14 Gayà  ·
15 Tárrega ·
16 López ·
17 Gómez ·
18 Pepelu ·
20 Foulquier ·
21 Vázquez ·
22 Rioja ·
23 Pérez ·
24 Gąsiorowski ·
25 Mamardasjvili ·
30 Valera ·
Coach: Baraja